# Spanje op het Eurovisiesongfestival
Spanje doet sinds 1961 mee aan het Eurovisiesongfestival. Het is, samen met het Verenigd Koninkrijk, het enige land dat al meer dan 50 jaar onafgebroken aan het songfestival deelneemt. Sinds 1999 behoort Spanje, als een van de vijf grootste financiers van het songfestival, tot de vijf Grote Eurovisieslanden, waarmee het altijd verzekerd is van deelname aan de grote finale.

## De balans
Van de 64 Spaanse deelnames aan het songfestival, eindigden er 29 bij de beste tien. Spanje won twee keer:
- 1968: Massiel - La, la, la
- 1969: Salomé - Vivo cantando (Deze overwinning moest gedeeld worden met Frankrijk, Nederland en het Verenigd Koninkrijk)

Verder eindigde Spanje in de geschiedenis van het songfestival viermaal op de tweede plaats. Dat gebeurde in 1971, 1973, 1979 en 1995.
Vijf keer eindigde Spanje helemaal onderaan: in 1962, 1965, 1983, 1999 en 2017. In de drie eerstgenoemde jaren gebeurde dat bovendien met 0 punten.

## Het songfestival op Spaanse bodem
Het Eurovisiesongfestival heeft eenmaal in Spanje plaatsgevonden. Dat was in 1969, als gevolg van de overwinning een jaar eerder.
Later (2008) is gebleken dat Franco juryleden heeft omgekocht en dat zodoende Spanje won ten kostte van Cliff Richard. Als locatie werd gekozen voor het Teatro Real in Madrid. De presentatie lag in handen van Laurita Valenzuela en het decor werd ontworpen door Salvador Dalí.
Dit songfestival ging de geschiedenisboeken in als het enige festival dat meerdere winnaars kende. Naast Frankrijk, Nederland en het Verenigd Koninkrijk, zegevierde ook Spanje zelf weer. Het was voor het eerst dat een land tweemaal op rij het songfestival won.
De vraag welke van de vier winnende landen het songfestival van 1970 mocht organiseren, werd opgelost door middel van loting. Het festival ging daarop naar Amsterdam. Sinds 1969 heeft Spanje het Eurovisiesongfestival nooit meer gewonnen of georganiseerd.

## Taal
Hoewel er in Spanje meerdere talen gesproken worden, zijn de Spaanse inzendingen vrijwel altijd vertolkt in het Castiliaans, ofwel het algemeen Spaans. In 1968 was er sprake van dat La, la, la in het Catalaans zou worden gezongen, maar dictator Francisco Franco stak hier een stokje voor. De originele zanger Joan Manuel Serrat werd vervangen door zangeres Massiel, die het lied in het Castiliaans zong en uiteindelijk de overwinning behaalde.
Slechts heel af en toe bevatten de Spaanse inzendingen ook deels Engelstalige teksten. In 1978 kwam in het lied Bailemos un vals een beetje Frans voor. In 2016 trad Spanje voor het eerst in de geschiedenis van het songfestival aan met een compleet in het Engels gezongen lied.

## Historie

### Jaren 60 en 70
De eerste songfestivaljaren van Spanje leverden tegenvallende resultaten op. Bij de eerste deelname in 1961 werd het land vertegenwoordigd door Conchita Bautista, die haar lied Estando contigo naar de negende plaats zong. Bij de tweede deelname eindigde Spanje als laatste met 0 punten. Na nog twee zeer matige jaren werd Bautista in 1965 opnieuw naar het songfestival gestuurd, maar wederom kwamen de Spanjaarden zonder punten op de laatste plaats terecht.
Nadat Raphael tweemaal op rij een top 10-plaats voor Spanje had behaald, zorgde Massiel in 1968 voor de eerste Spaanse overwinning op het Eurovisiesongfestival. Met het lied La, la, la eindigde ze bovenaan met 29 punten, één punt meer dan de Brit Cliff Richard. Het lied was controversieel vanwege de inmenging van dictator Franco; buiten het feit dat hij ervoor gezorgd had dat het aanvankelijk Catalaanse lied in het Castiliaans werd gezongen, zou hij ook de uitslag van het songfestival hebben beïnvloed. Volgens een documentaire die in 2008 werd uitgezonden door de Spaanse commerciële zender LaSexta, zou Franco de verschillende Europese omroepen hebben omgekocht om op de Spaanse inzending te stemmen. Met een songfestivaloverwinning zou hij het aanzien van zijn land en zijn regime hebben willen verbeteren.
In 1969 wist Spanje in eigen land het Eurovisiesongfestival nogmaals te winnen, met het lied Vivo cantando van Salomé. Deze zege moest gedeeld worden met drie andere landen, maar desalniettemin was Spanje het eerste land dat het songfestival tweemaal op rij won. Sindsdien heeft Spanje het festival nooit meer gewonnen.
In de jaren zeventig bleven de Spanjaarden succesvol op het songfestival. Het land eindigde vrijwel ieder jaar bij de beste tien en kwam enkele keren dicht bij een nieuwe overwinning. In 1970 trad superster Julio Iglesias aan, een van de beroemdste deelnemers die ooit aan het songfestival hebben deelgenomen. Met het lied Gwendolyne wist hij echter maar 12 punten te vergaren en eindigde daarmee op de vierde plaats.
In 1971, 1973 en 1979 greep Spanje net naast de zege met driemaal een tweede plaats. De inzending van 1973, Eres tú van Mocedades, groeide uit tot een grote songfestivalklassieker.

### Jaren 80 en 90
In de jaren tachtig en negentig kreeg Spanje vaker te maken met wisselvallige resultaten. De Spaanse prestaties eindigden afwisselend in de top 10 en onopvallend in de middenmoot. Nadat de Spanjaarden in 1983 teleurstellend en zonder punten op de laatste plaats waren geëindigd, boekten ze het jaar daarop weer een groot succes met het lied Lady,lady van de band Bravo, dat derde werd. In 1989, 1990 en 1991 was Spanje eveneens succesvol door drie keer op rij in de top 6 van de eindrangschikking te komen.
Na drie magere resultaten werd in 1995 zangeres Anabel Conde naar het songfestival gestuurd met het lied Vuelve conmigo. De inzending werd gewaardeerd door Europa en eindigde op een verdienstelijke tweede plaats, met 29 punten achterstand op winnaar Noorwegen. Het was het beste Spaanse resultaat in zestien jaar tijd.
Het succes van 1995 werd vervolgens niet meer geëvenaard. Marcos Llunas zong Spanje in 1997 nog wel naar een zesde plaats, maar in 1999 kregen de Spanjaarden opnieuw een teleurstelling te verwerken toen zangeres Lydia met haar lied No quiero escuchar op de allerlaatste plaats belandde. Ze kreeg slechts één punt.

### 2000 tot 2020
Na de millenniumwisseling beleefde Spanje een nieuwe glorieperiode op het songfestival. Het land eindigde vanaf 2001 viermaal op rij in de top 10, op respectievelijk een 6de, 7de, 8ste en 10de plaats.
In 2004 werd op het Eurovisiesongfestival de halve finale ingevoerd, maar Spanje hoeft hier, als een van de vijf grootste geldschieters van het liedjesfestijn, niet aan deel te nemen en is altijd verzekerd van een finaleplaats. Het land eindigde sinds 2005 twaalfmaal op de 20ste plaats of lager.
In 2010 werd het optreden van de Spaanse zanger Daniel Diges op het songfestival verstoord door een toeschouwer die het podium opliep en zich mengde in Diges' gezelschap. De man, bekend als Jimmy Jump, werd na enkele seconden door de beveiliging afgevoerd. Hoewel Diges tijdens het incident stoïcijns bleef, besloten de organisatoren nog tijdens de wedstrijd om Spanje opnieuw te laten optreden. Nadat alle andere landen geweest waren, mocht Diges nogmaals zijn nummer Algo pequeñito zingen. Het was op het Eurovisiesongfestival al ruim vijftig jaar niet meer voorgekomen dat een land zijn optreden mocht overdoen; de vorige keer was in 1958 geweest, toen de act van Italië werd getroffen door een stroomstoring. Diges eindigde met 68 punten op de 15de plaats.
De enige succesjes die Spanje in dit decennium nog boekte, waren twee tiende plaatsen voor Pastora Soler in 2012 en Ruth Lorenzo in 2014.
In 2016 werd voor het eerst gekozen om een volledig Engelstalig nummer naar het Eurovisiesongfestival te sturen. Barei trok met het vrolijke Say yay! naar Stockholm. Het nummer werd 22ste. In 2017 werd Spanje vervolgens vertegenwoordigd door Manel Navarro. Zijn lied Do it for your lover werd deels in het Engels en deels in het Spaans gezongen. Spanje kreeg in Kiev slechts vijf punten en eindigde voor het eerst sinds 1999 op de laatste plaats. In 2018 en 2019 behaalde Spanje evenmin goede resultaten: het duo Alfred & Amaia werd 23ste in 2018 en Miki kwam in 2019 niet verder dan de 22ste plek.

### 2020 en verder
In 2020 werd zanger Blas Cantó intern geselecteerd om Spanje op het Eurovisiesongfestival te vertegenwoordigen met het lied Universo. Vanwege de coronapandemie ging de editie van dat jaar echter niet door, waarna de Spaanse omroep besloot om Cantó in 2021 een tweede kans te gunnen. Zijn inzending voor dat jaar werd de ballad Voy a quedarme, een inzending die voor Spanje wederom uitdraaide op een flop: Cantó eindigde als 24ste op 26 deelnemers.
Na alle povere resultaten en in een poging het tij te keren lanceerde TVE in 2022 een nieuwe nationale voorronde, Benidorm Fest, waar verschillende bekende artiesten aan deelnamen. Zangeres Chanel won de show en werd namens Spanje naar het songfestival van 2022 in Turijn gestuurd. Met haar eigentijdse nummer SloMo wist ze indruk te maken op zowel de vakjury's als het televotende publiek; met een totaalscore van 459 punten eindigde ze op de derde plaats. Hiermee boekte zij het beste Spaanse resultaat in 27 jaar tijd.
In 2023 belandde Blanca Paloma in de middenmoot op een zeventiende plek met 100 punten. Bij het publiek werd ze laatste, en bij de jury's tiende.

## Spaanse deelnames
| Editie | Artiest               | Titel                         | Fin. | Ptn. | Taal             |
| ------ | --------------------- | ----------------------------- | ---- | ---- | ---------------- |
| 1961   | Conchita Bautista     | Estando contigo               | 9    | 8    | Spaans           |
| 1962   | Víctor Balaguer       | Llámame                       | 13   | 0    | Spaans           |
| 1963   | José Guardiola        | Algo prodigioso               | 12   | 2    | Spaans           |
| 1964   | Tim, Nelly & Tony     | Caracola                      | 12   | 1    | Spaans           |
| 1965   | Conchita Bautista     | Qué bueno, qué bueno          | 15   | 0    | Spaans           |
| 1966   | Raphael               | Yo soy aquél                  | 7    | 9    | Spaans           |
| 1967   | Raphael               | Hablemos del amor             | 6    | 9    | Spaans           |
| 1968   | Massiel               | La, la, la                    | 1    | 29   | Spaans           |
| 1969   | Salomé                | Vivo cantando                 | 1    | 18   | Spaans           |
| 1970   | Julio Iglesias        | Gwendolyne                    | 4    | 8    | Spaans           |
| 1971   | Karina                | En un mundo nuevo             | 2    | 116  | Spaans           |
| 1972   | Jaime Morey           | Amanece                       | 10   | 83   | Spaans           |
| 1973   | Mocedades             | Eres tú                       | 2    | 125  | Spaans           |
| 1974   | Peret                 | Canta y sé feliz              | 9    | 10   | Spaans           |
| 1975   | Sergio & Estíbaliz    | Tú volverás                   | 10   | 53   | Spaans           |
| 1976   | Braulio               | Sobran las palabras           | 16   | 11   | Spaans           |
| 1977   | Micky                 | Enseñame a cantar             | 9    | 52   | Spaans           |
| 1978   | José Vélez            | Bailemos un vals              | 9    | 65   | Spaans           |
| 1979   | Betty Missiego        | Su canción                    | 2    | 116  | Spaans           |
| 1980   | Trigo Limpio          | Quédate esta noche            | 12   | 38   | Spaans           |
| 1981   | Bacchelli             | Y solo tú                     | 14   | 38   | Spaans           |
| 1982   | Lucía                 | Él                            | 10   | 52   | Spaans           |
| 1983   | Remedios Amaya        | ¿Quién maneja mi barca?       | 19   | 0    | Spaans           |
| 1984   | Bravo                 | Lady, lady                    | 3    | 106  | Spaans           |
| 1985   | Paloma San Basilio    | La fiesta terminó             | 14   | 36   | Spaans           |
| 1986   | Cadillac              | Valentino                     | 10   | 51   | Spaans           |
| 1987   | Patricia Kraus        | No estás solo                 | 19   | 10   | Spaans           |
| 1988   | La Década             | La chica que yo quiero        | 11   | 58   | Spaans           |
| 1989   | Nina                  | Nacida para amar              | 6    | 88   | Spaans           |
| 1990   | Azúcar Moreno         | Bandido                       | 5    | 96   | Spaans           |
| 1991   | Sergio Dalma          | Bailar pegados                | 4    | 119  | Spaans           |
| 1992   | Serafín Zubiri        | Todo esto es la música        | 14   | 37   | Spaans           |
| 1993   | Eva Santamaría        | Hombres                       | 11   | 58   | Spaans           |
| 1994   | Alejandro Abad        | Ella no es ella               | 18   | 17   | Spaans           |
| 1995   | Anabel Conde          | Vuelve conmigo                | 2    | 119  | Spaans           |
| 1996   | Antonio Carbonell     | ¡Ay, qué deseo!               | 20   | 17   | Spaans           |
| 1997   | Marcos Llunas         | Sin rencor                    | 6    | 96   | Spaans           |
| 1998   | Mikel Herzog          | ¿Qué voy a hacer sin ti?      | 16   | 21   | Spaans           |
| 1999   | Lydia                 | No quiero escuchar            | 23   | 1    | Spaans           |
| 2000   | Serafín Zubiri        | Colgado de un sueño           | 18   | 18   | Spaans           |
| 2001   | David Civera          | Dile que la quiero            | 6    | 76   | Spaans           |
| 2002   | Rosa                  | Europe's living a celebration | 7    | 81   | Spaans en Engels |
| 2003   | Beth                  | Dime                          | 8    | 81   | Spaans           |
| 2004   | Ramón                 | Para llenarme de ti           | 10   | 87   | Spaans           |
| 2005   | Son de Sol            | Brujeria                      | 21   | 28   | Spaans           |
| 2006   | Las Ketchup           | Bloody Mary                   | 21   | 18   | Spaans           |
| 2007   | D'Nash                | I love you mi vida            | 20   | 43   | Spaans           |
| 2008   | Rodolfo Chikilicuatre | Baila el chiki-chiki          | 16   | 55   | Spaans en Engels |
| 2009   | Soraya                | La noche es para mí           | 24   | 23   | Spaans en Engels |
| 2010   | Daniel Diges          | Algo pequeñito                | 14   | 68   | Spaans           |
| 2011   | Lucía Pérez           | Que me quiten lo bailao       | 23   | 50   | Spaans           |
| 2012   | Pastora Soler         | Quédate conmigo               | 10   | 97   | Spaans           |
| 2013   | El Sueño de Morfeo    | Contigo hasta el final        | 25   | 8    | Spaans           |
| 2014   | Ruth Lorenzo          | Dancing in the rain           | 10   | 74   | Spaans en Engels |
| 2015   | Edurne                | Amanecer                      | 21   | 15   | Spaans           |
| 2016   | Barei                 | Say yay!                      | 22   | 77   | Engels           |
| 2017   | Manel Navarro         | Do it for your lover          | 26   | 5    | Spaans en Engels |
| 2018   | Alfred & Amaia        | Tu canción                    | 23   | 61   | Spaans           |
| 2019   | Miki                  | La venda                      | 22   | 54   | Spaans           |
| 2021   | Blas Cantó            | Voy a quedarme                | 24   | 6    | Spaans           |
| 2022   | Chanel                | SloMo                         | 3    | 459  | Spaans en Engels |
| 2023   | Blanca Paloma         | Eaea                          | 17   | 100  | Spaans           |
| 2024   | Nebulossa             | Zorra                         | 22   | 30   | Spaans           |
| 2025   | Melody                | Esa diva                      | 24   | 37   | Spaans           |

| Kleur | Betekenis      |
| ----- | -------------- |
|       | Eerste plaats  |
|       | Tweede plaats  |
|       | Derde plaats   |
|       | Laatste plaats |
|       | Gastland       |

## Punten
In de periode 1961-2025. Punten gegeven in de halve finales zijn in deze tabellen niet meegerekend.
| Plaats | Land      | Punten |
| ------ | --------- | ------ |
| 1      | Italië    | 282    |
| 2      | Duitsland | 245    |
| 3      | Portugal  | 201    |
| 4      | Frankrijk | 198    |
| 5      | Zweden    | 197    |

| Plaats | Land        | Punten |
| ------ | ----------- | ------ |
| 1      | Portugal    | 265    |
| 2      | Frankrijk   | 201    |
| 3      | Zwitserland | 192    |
| 4      | België      | 169    |
| 5      | Griekenland | 158    |

### Twaalf punten gegeven aan Spanje
| Aantal | Land            | Wanneer                                                          |
| ------ | --------------- | ---------------------------------------------------------------- |
| 8      | Portugal        | 1984, 2003, 2004, 2010, 2011, 2012, 2018 (t), 2019 (t), 2022 (j) |
| 5      | Andorra         | 2004, 2005, 2006, 2008, 2009                                     |
| 3      | België          | 1979, 1995, 2002                                                 |
| 3      | Israël          | 1995, 2001, 2003                                                 |
| 3      | Zwitserland     | 1979, 1991, 2002                                                 |
| 2      | Albanië         | 2007, 2014                                                       |
| 2      | Duitsland       | 1979, 1990                                                       |
| 2      | Frankrijk       | 2002, 2011                                                       |
| 2      | Malta           | 1997, 2022 (j)                                                   |
| 2      | Turkije         | 1984, 1985                                                       |
| 1      | Armenië         | 2022 (j)                                                         |
| 1      | Australië       | 2022 (j)                                                         |
| 1      | Cyprus          | 1991                                                             |
| 1      | Denemarken      | 1978                                                             |
| 1      | Griekenland     | 2022 (t)                                                         |
| 1      | Ierland         | 2022 (j)                                                         |
| 1      | Italië          | 1979                                                             |
| 1      | Noord-Macedonië | 2022 (j)                                                         |
| 1      | San Marino      | 2022 (j)                                                         |
| 1      | Zweden          | 2022 (j)                                                         |

(j) = vakjury; (t) = televoting

### Twaalf punten gegeven door Spanje
(Vetgedrukte landen waren ook de winnaar van dat jaar.)
| Jaar | Land                | Jaar | Land        | Jaar | Land                      | Jaar | Land                          |
| ---- | ------------------- | ---- | ----------- | ---- | ------------------------- | ---- | ----------------------------- |
| 1975 | Nederland           | 1989 | Italië      | 2003 | België                    | 2017 | Portugal (j+t)                |
| 1976 | Verenigd Koninkrijk | 1990 | Italië      | 2004 | Duitsland                 | 2018 | Cyprus (j) Israël (t)         |
| 1977 | Griekenland         | 1991 | Israël      | 2005 | Roemenië                  | 2019 | Zweden (j) Italië (t)         |
| 1978 | Luxemburg           | 1992 | Malta       | 2006 | Roemenië                  | 2021 | Frankrijk (j+t)               |
| 1979 | Duitsland           | 1993 | Portugal    | 2007 | Roemenië                  | 2022 | Azerbeidzjan (j) Oekraïne (t) |
| 1980 | Duitsland           | 1994 | Portugal    | 2008 | Roemenië                  | 2023 | Zweden (j) Finland (t)        |
| 1981 | Duitsland           | 1995 | Kroatië     | 2009 | Noorwegen                 | 2024 | Zwitserland (j) Israël (t)    |
| 1982 | Duitsland           | 1996 | België      | 2010 | Duitsland                 | 2025 | Zwitserland (j) Israël (t)    |
| 1983 | Griekenland         | 1997 | Turkije     | 2011 | Italië                    |      |                               |
| 1984 | Italië              | 1998 | Duitsland   | 2012 | Zweden                    |      |                               |
| 1985 | Italië              | 1999 | Kroatië     | 2013 | Italië                    |      |                               |
| 1986 | Ierland             | 2000 | Duitsland   | 2014 | Oostenrijk                |      |                               |
| 1987 | Italië              | 2001 | Griekenland | 2015 | Italië                    |      |                               |
| 1988 | Ierland             | 2002 | Letland     | 2016 | Armenië (j) Bulgarije (t) |      |                               |

(j) = vakjury; (t) = televoting

## Fotogalerij

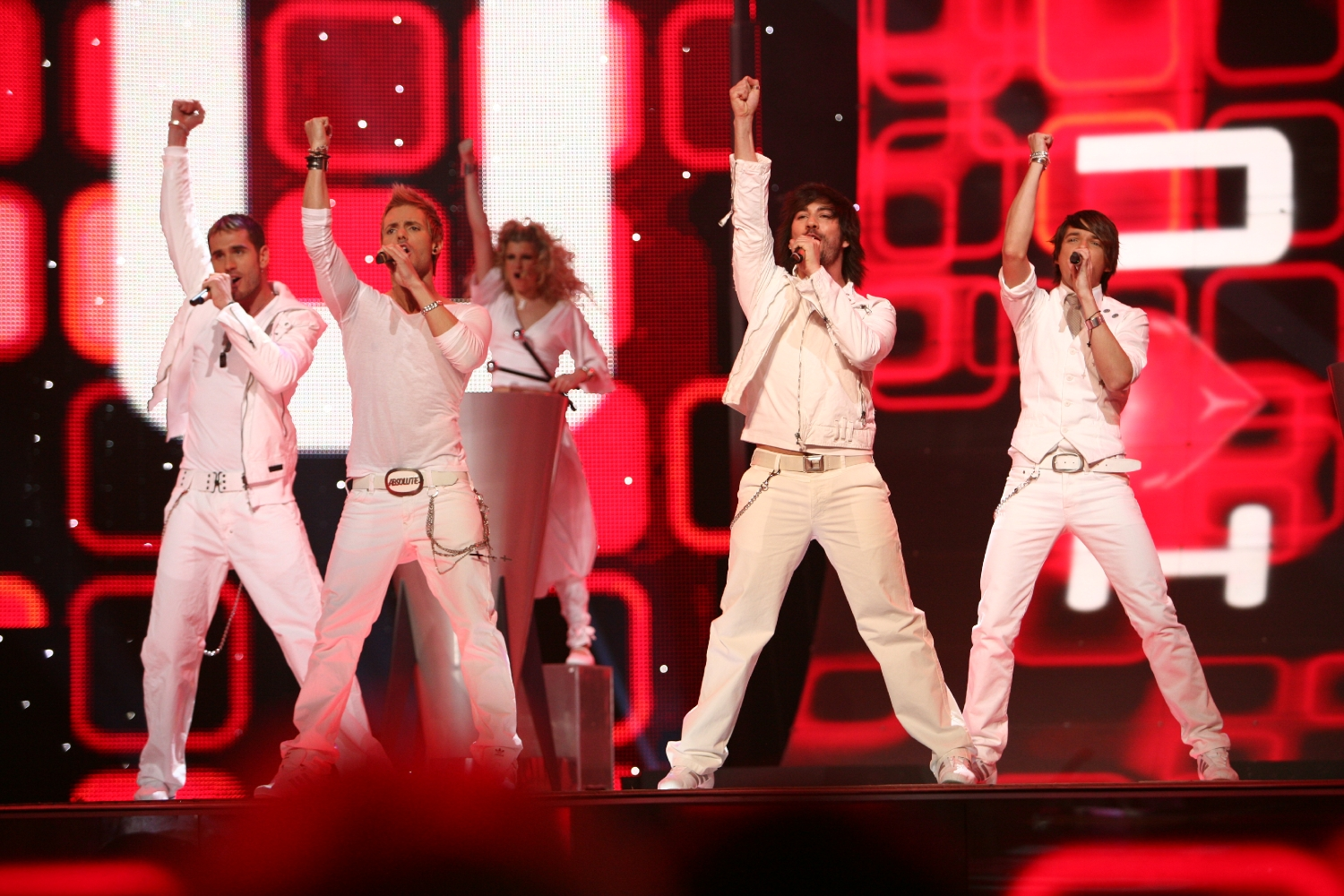
D'Nash in Helsinki (2007)
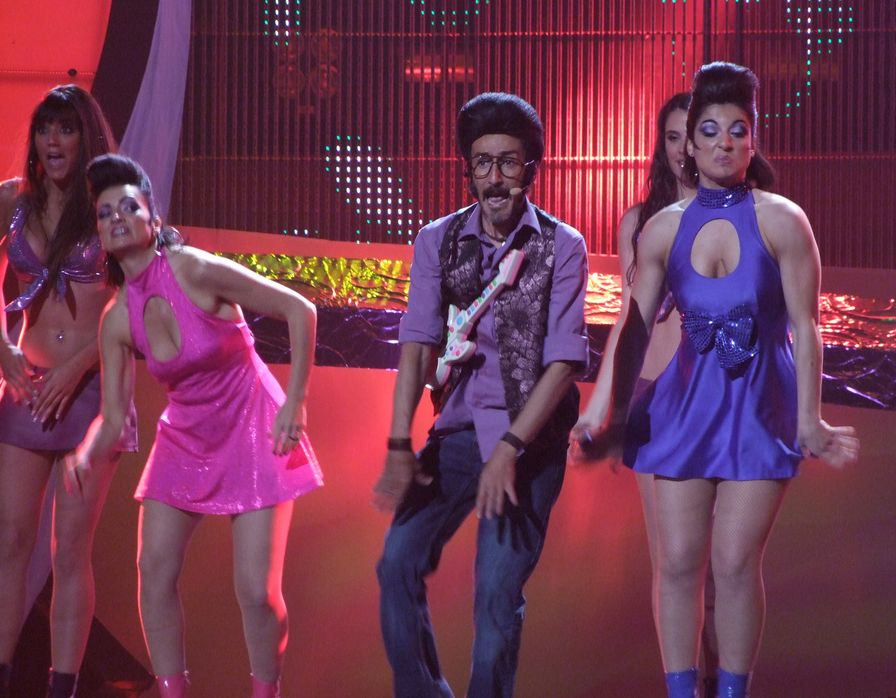
Rodolfo Chikilicuatre in Belgrado (2008)
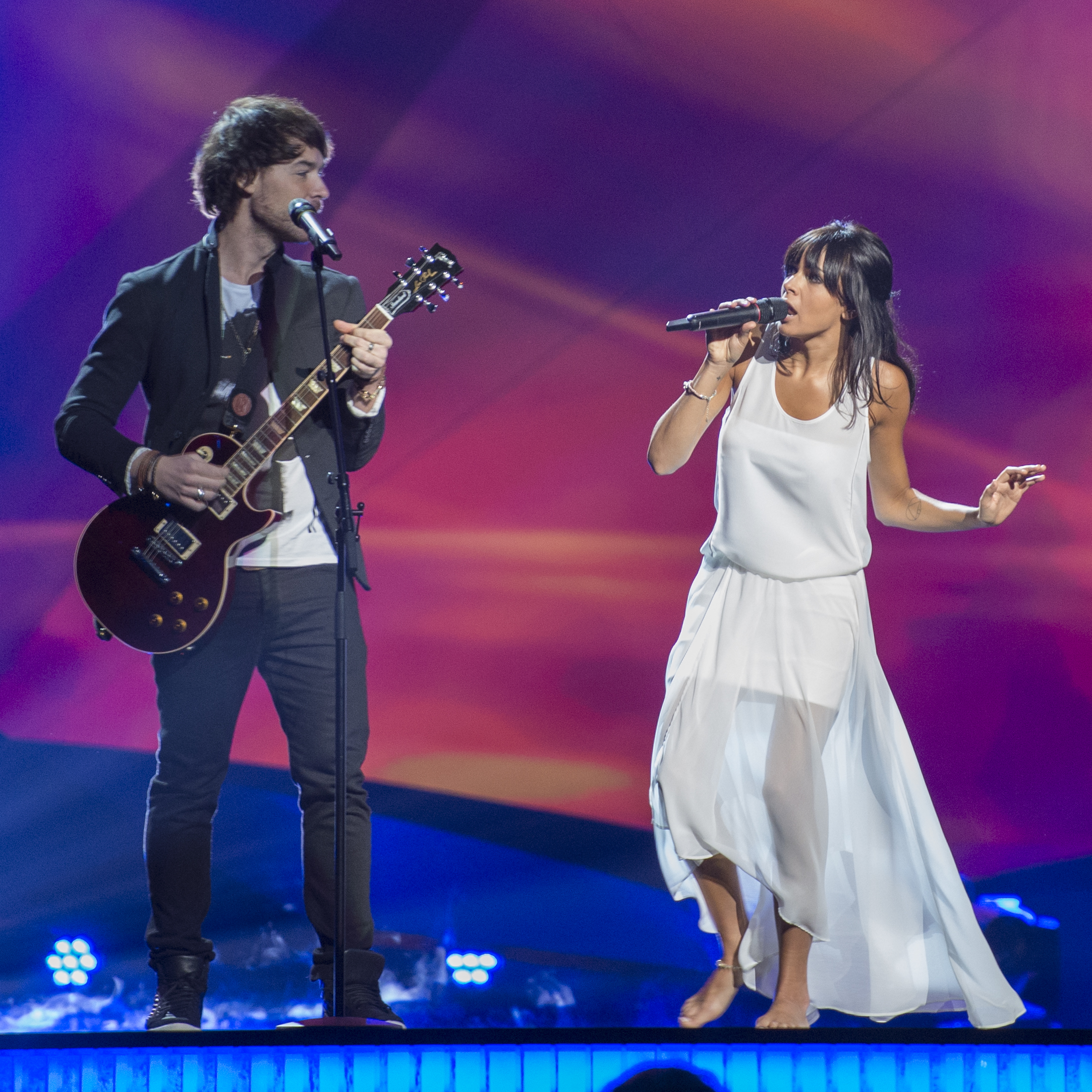
El Sueño de Morfeo in Malmö (2013)
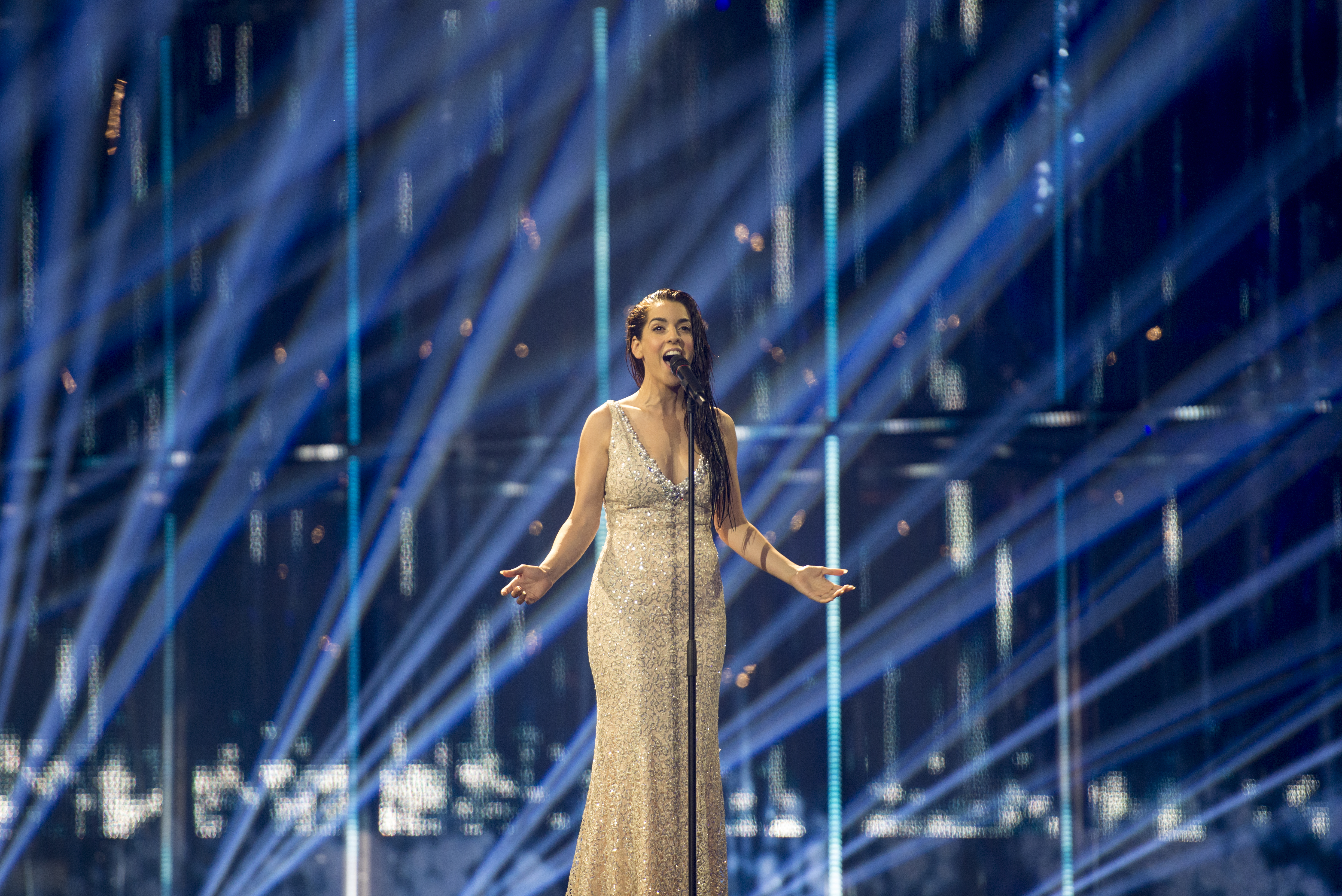
Ruth Lorenzo in Kopenhagen (2014)
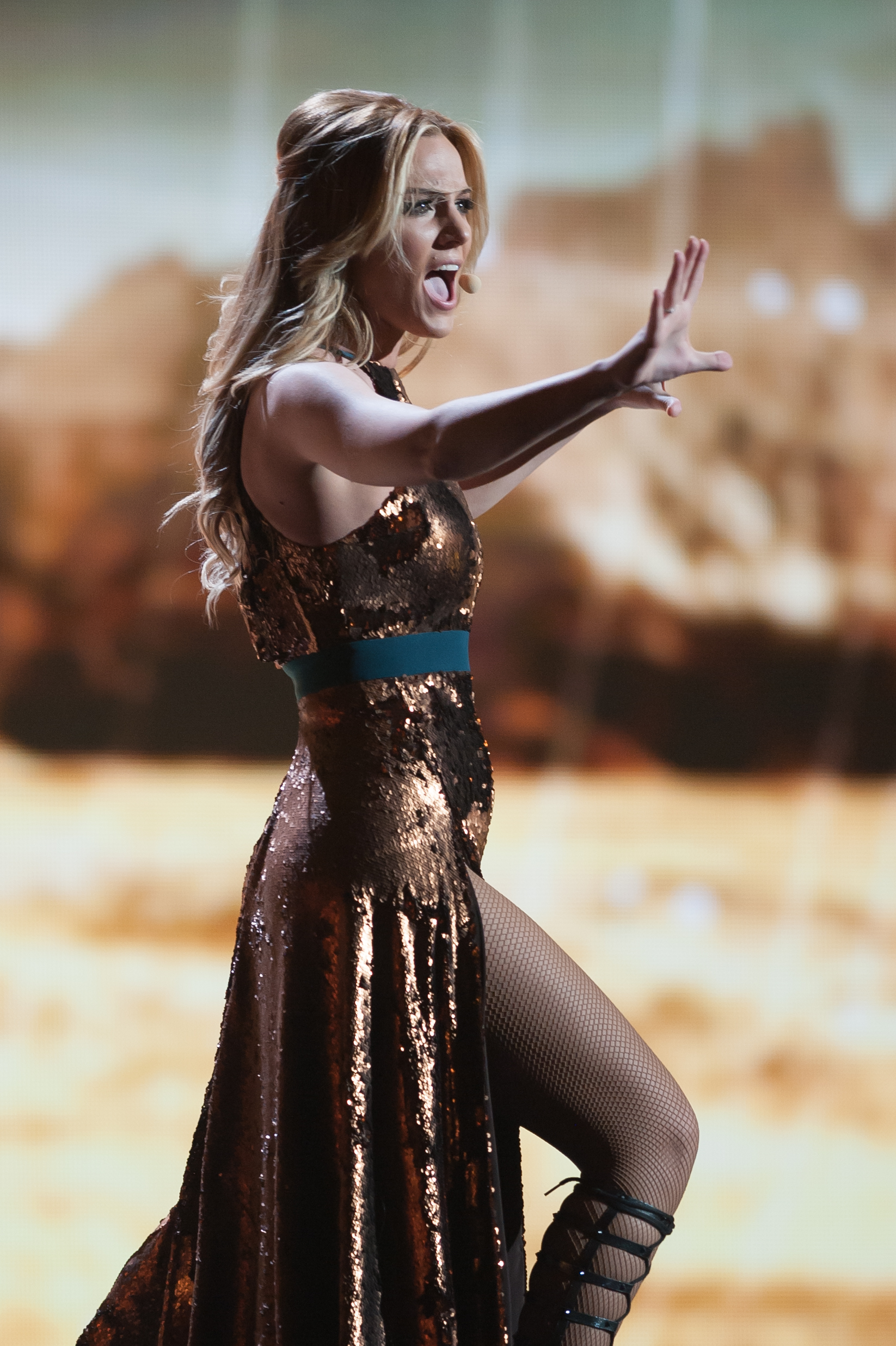
Edurne in Wenen (2015)

1961 · 1962 · 1963 · 1964 · 1965 · 1966 · 1967 · 1968 · 1969 · 1970 · 1971 · 1972 · 1973 · 1974 · 1975 · 1976 · 1977 · 1978 · 1979 · 1980 · 1981 · 1982 · 1983 · 1984 · 1985 · 1986 · 1987 · 1988 · 1989 · 1990 · 1991 · 1992 · 1993 · 1994 · 1995 · 1996 · 1997 · 1998 · 1999 · 2000 · 2001 · 2002 · 2003 · 2004 · 2005 · 2006 · 2007 · 2008 · 2009 · 2010 · 2011 · 2012 · 2013 · 2014 · 2015 · 2016 · 2017 · 2018 · 2019 · 2020 · 2021 · 2022 · 2023 · 2024 · 2025